# 額田地区
額田地区（ぬかたちく）は、愛知県岡崎市東部の地区である。

## 地理
岡崎市の東部約4割の面積を占める地区であり、千万町町に東端をもつ。地区域は2006年に岡崎市に編入された額田町の全域であり、人口は8590人、人口密度は53.6人/km2と市内の地区では一番少ない。
中山間である本地区は美濃三河高原の一部にあり、地区の86%が森林である。地区内の本宮山、巴山はいずれも本宮山県立自然公園に指定されている。
地区内を流れる河川は主に矢作川水系に属する。主な河川は地区北部を流れる乙川と乙川から下流の茅原沢町（大平地区）で分流する男川（いずれもおとがわ）であり、両河川から放射状に分流する。本地区含む岡崎市は渓流が多く、各河川の支川などが土石流危険渓流に指定されている。乙川などの地区内の河川は、男川漁業協同組合が漁業権を持っている。
また地区内の木下町（きくだしちょう）並びに千万町町（ぜまんじょうちょう）は難読地名である。

### 河川
- 乙川
- 大高味川
- 保久川
- 冨尾川
- 毛呂川
- 小久田川
- 切山川
- 大法川
- 男川
- 鹿勝川
- 夏山川
- 平針川

- 鳥川川
- 大栗川
- 奥明見川
- 室合内川
- 雨山川
- 河原川
- 大原川
- 乙女川（大洞川）
- 巴川
- 郡界川
- 青木川

### 山岳・渓谷
- 本宮山
- 巴山
- かおれ渓谷
- くらがり渓谷

### 町
- 樫山町
- 牧平町
- 桜井寺町
- 下衣文町
- 鹿勝川町
- 片寄町
- 細光町
- 滝尻町
- 淡渕町
- 夏山町
- 鳥川町
- 宮崎町
- 石原町
- 中金町
- 明見町
- 千万町町
- 木下町

- 大代町
- 雨山町
- 東河原町
- 桜形町
- 鍛埜町
- 南大須町
- 大高味町
- 井沢町
- 毛呂町
- 小久田町
- 切山町
- 保久町
- 中伊町
- 中伊西町
- 一色町
- 外山町
- 冨尾町

## 歴史

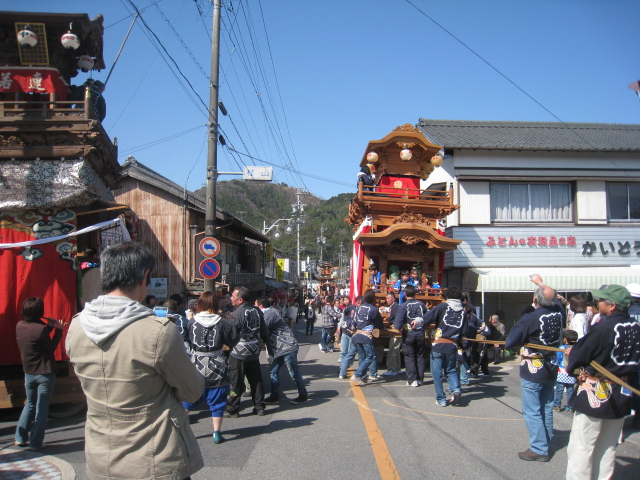
須賀神社大祭

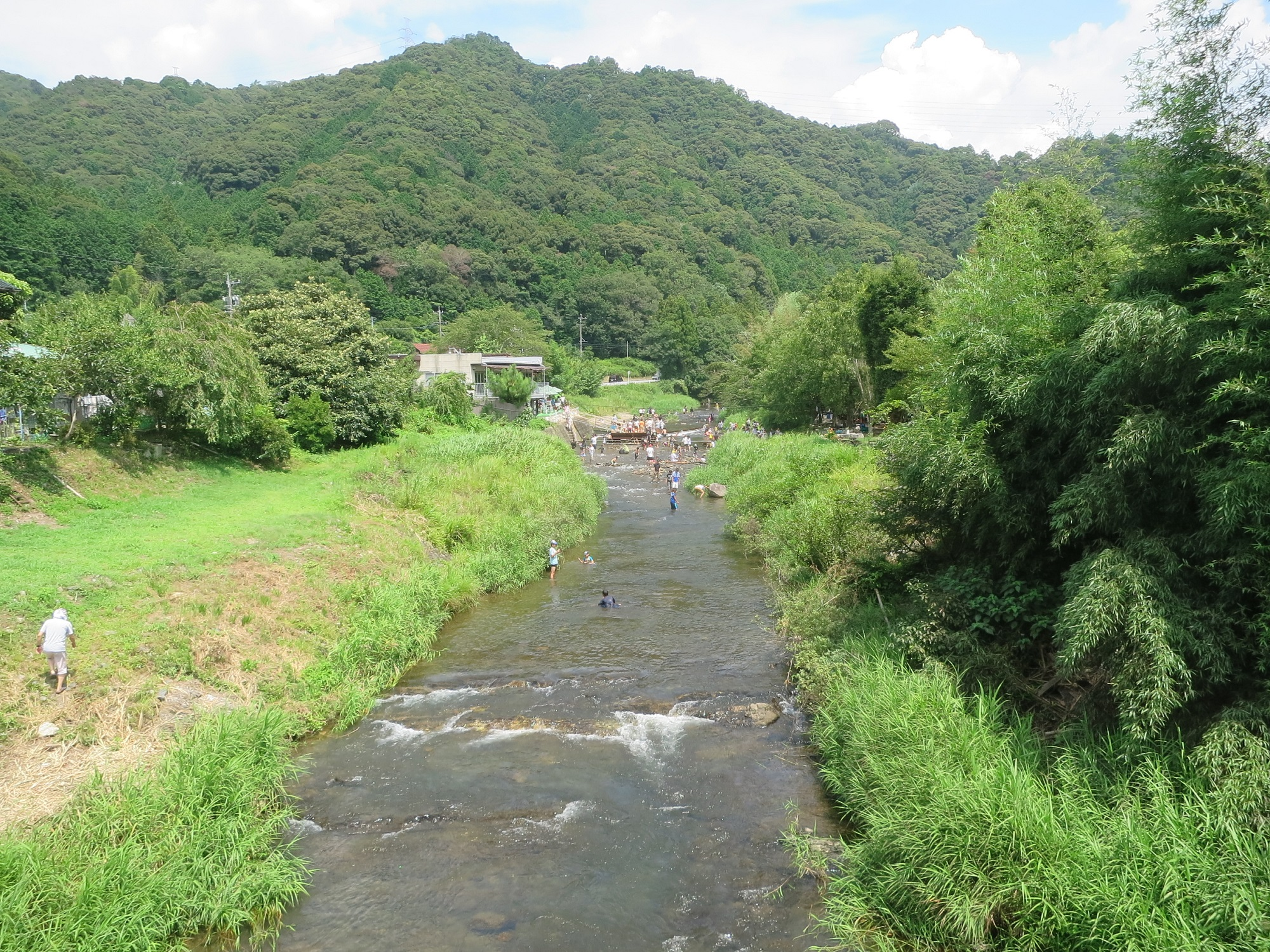
男川やな

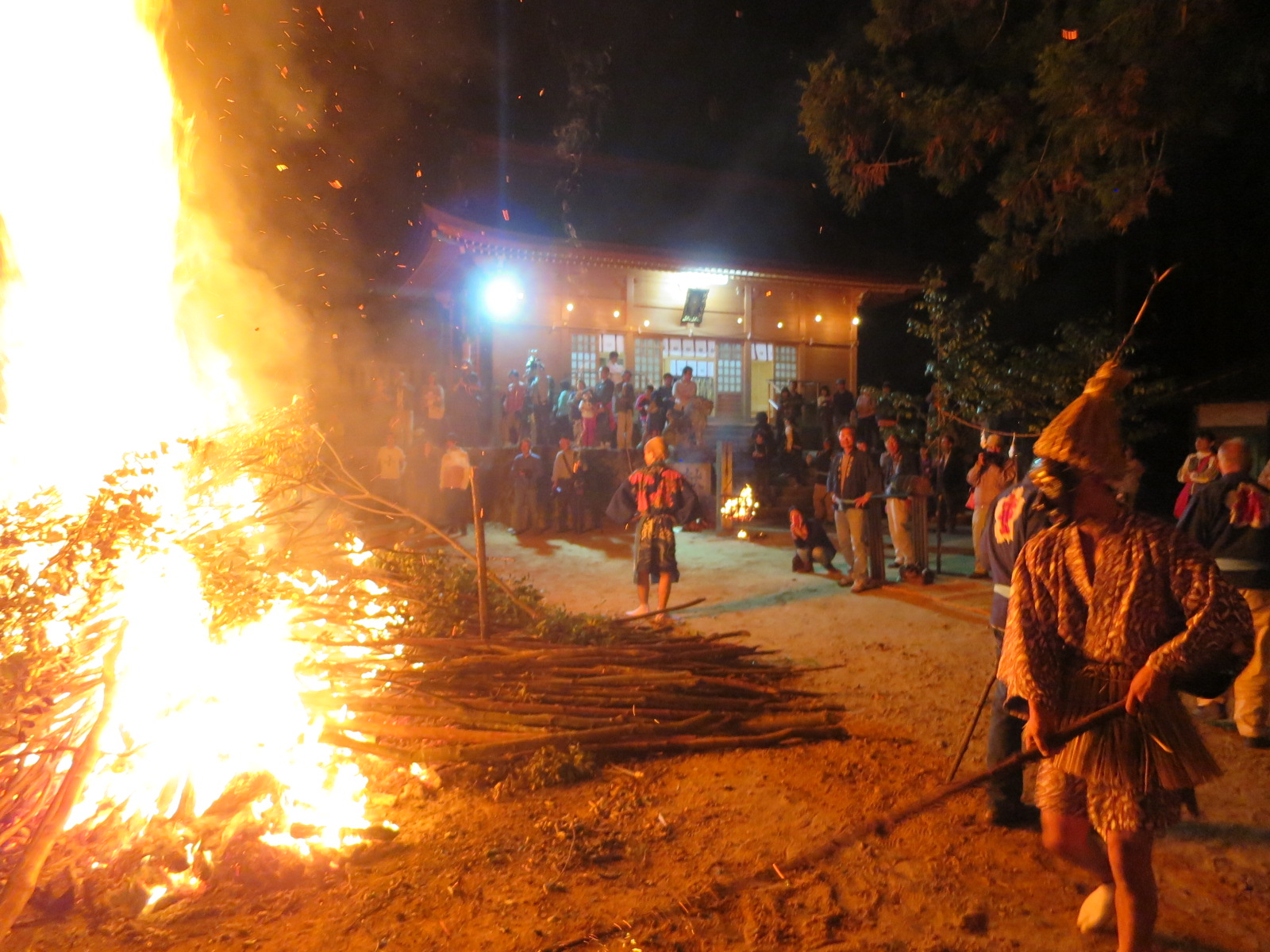
夏山八幡宮火祭り

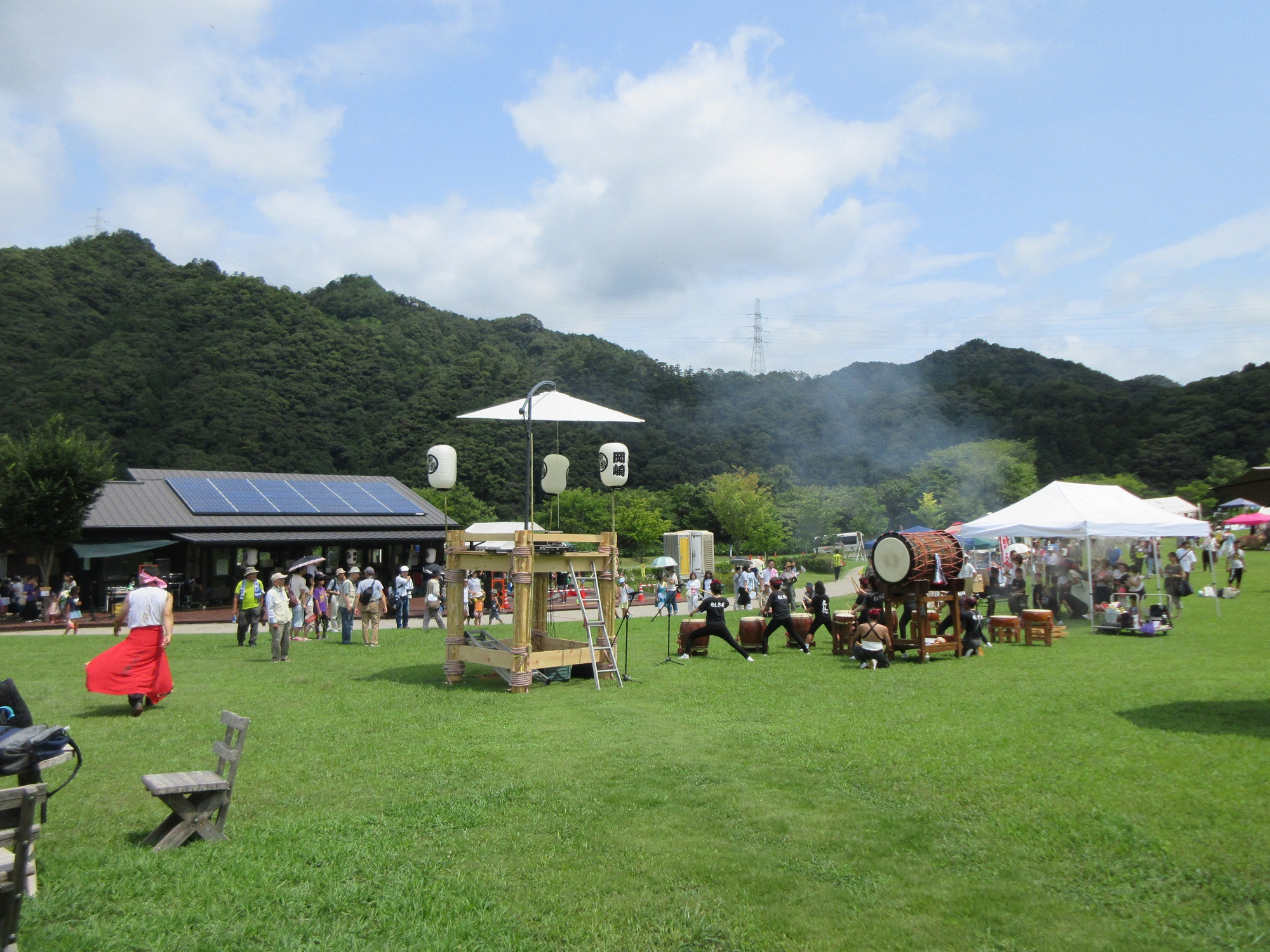
岡崎市こども自然遊びの森 わんPark

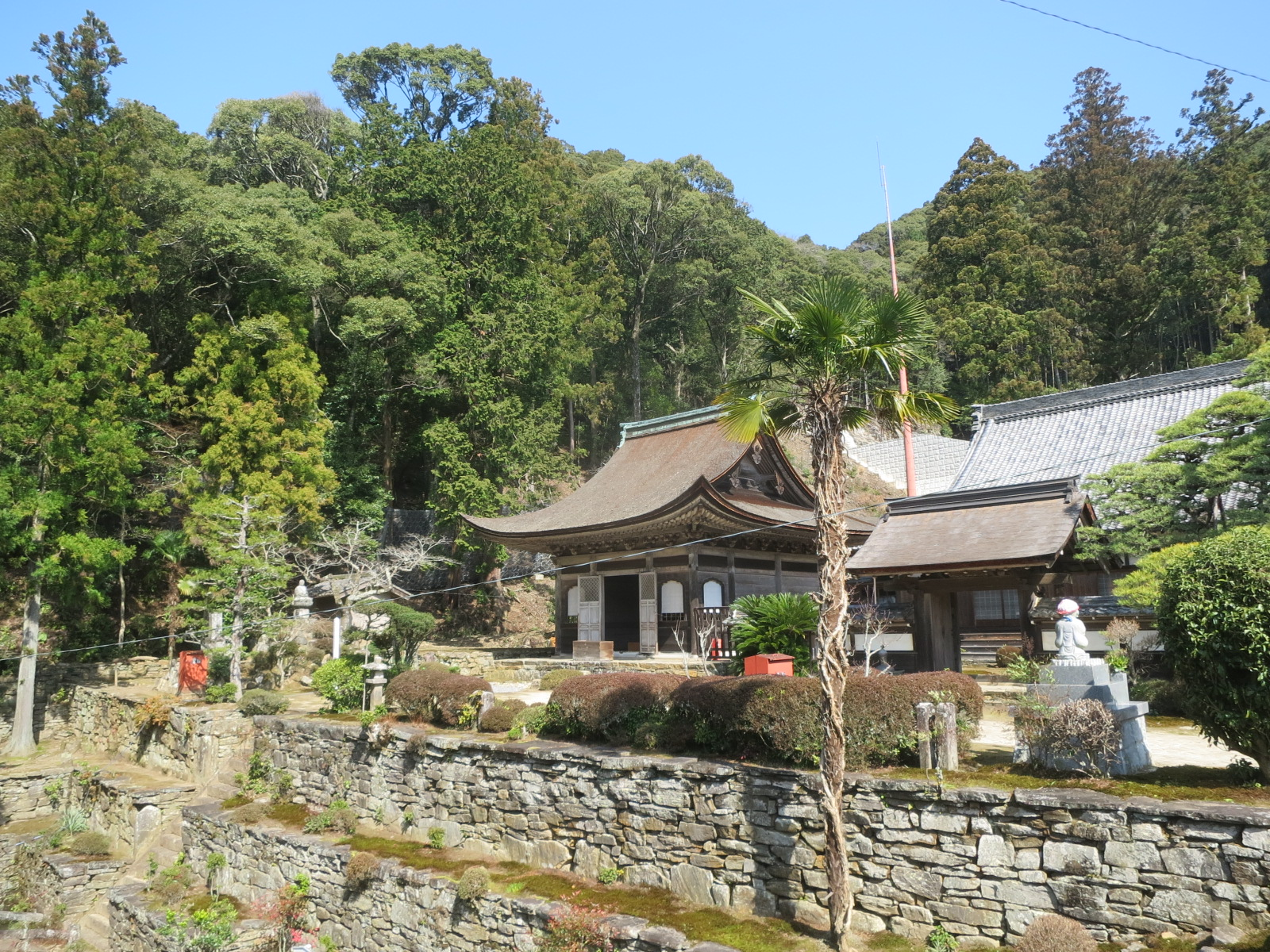
重要文化財の天恩寺仏殿と山門

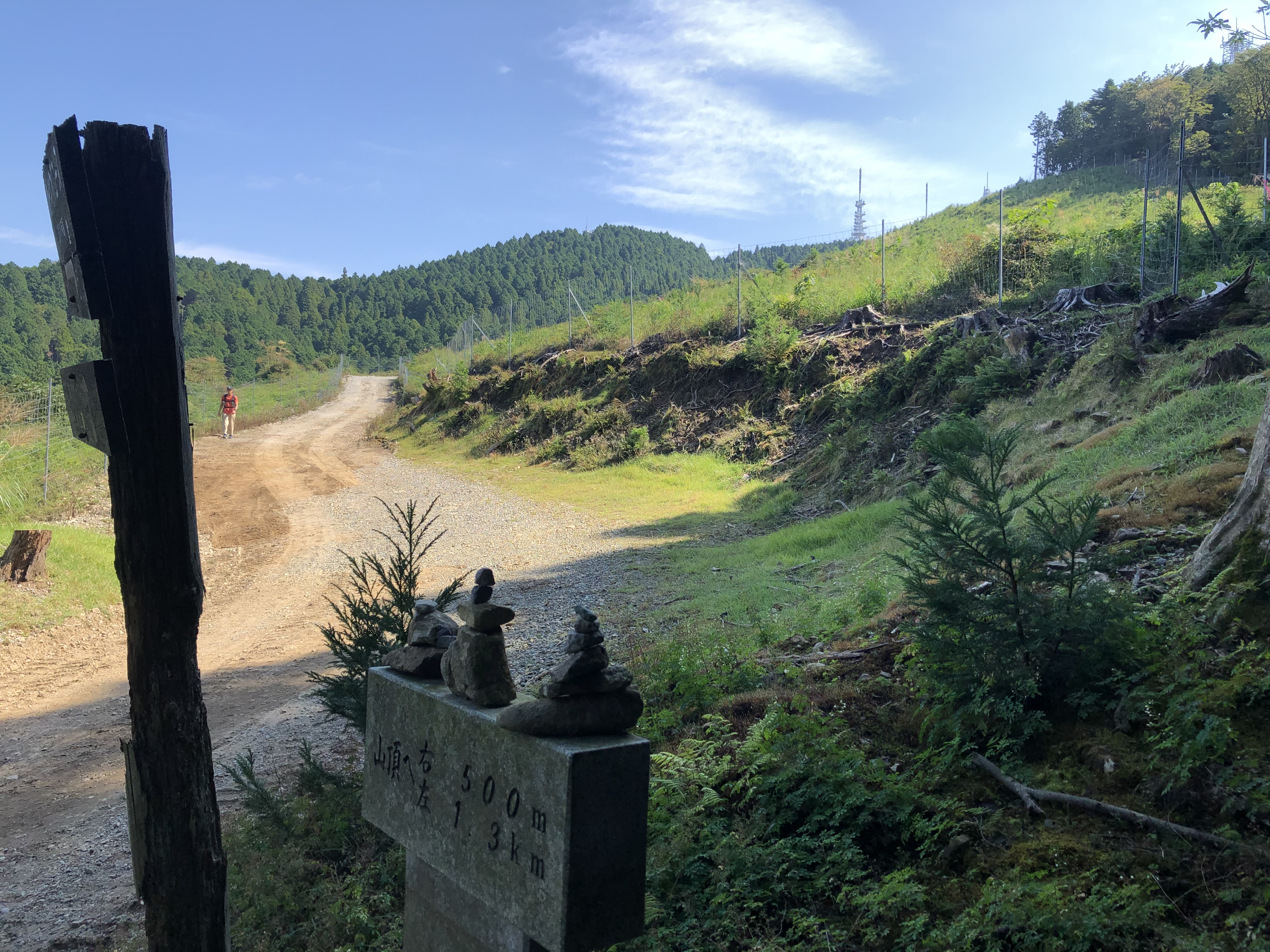
本宮山

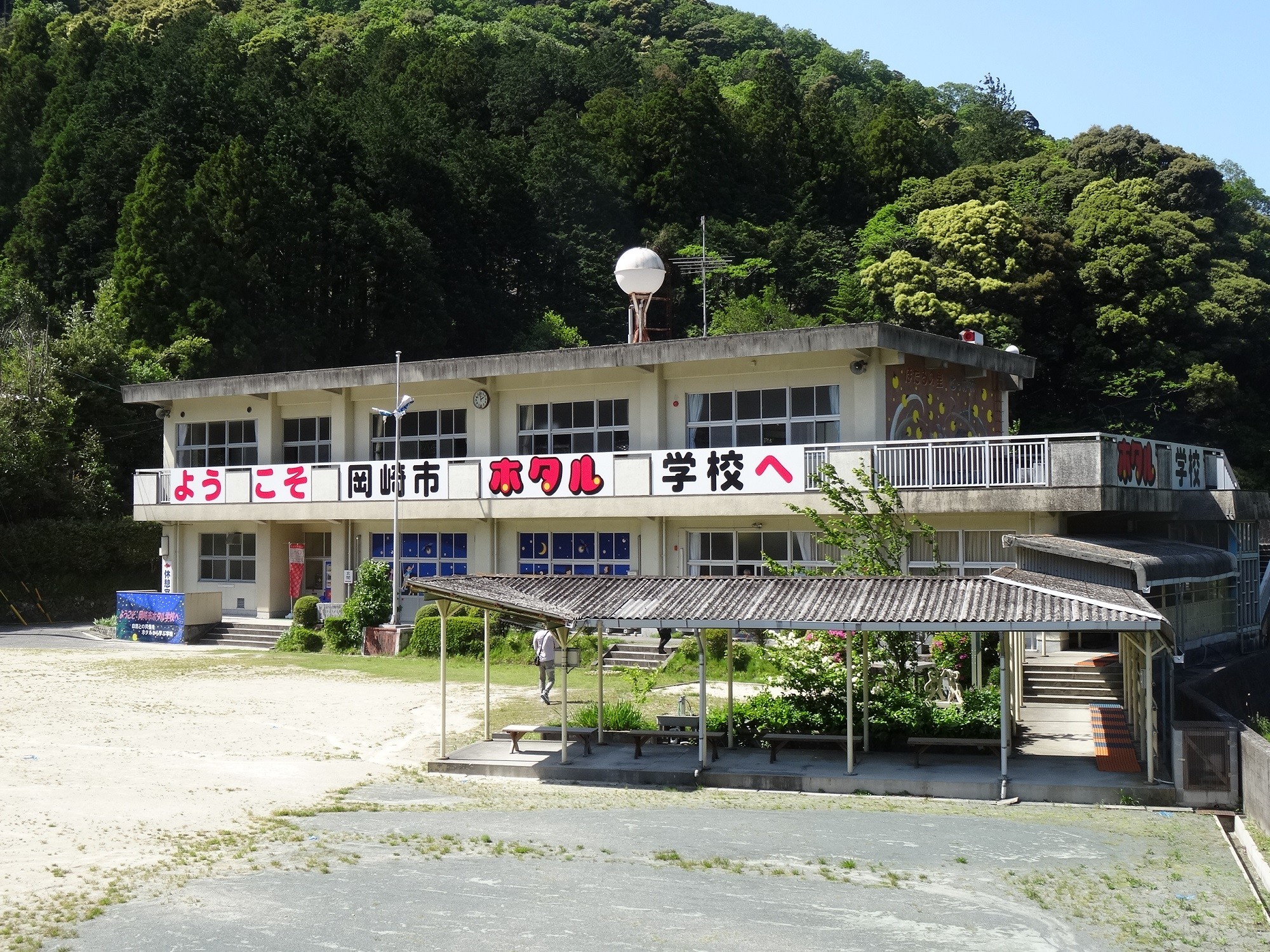
岡崎市ホタル学校

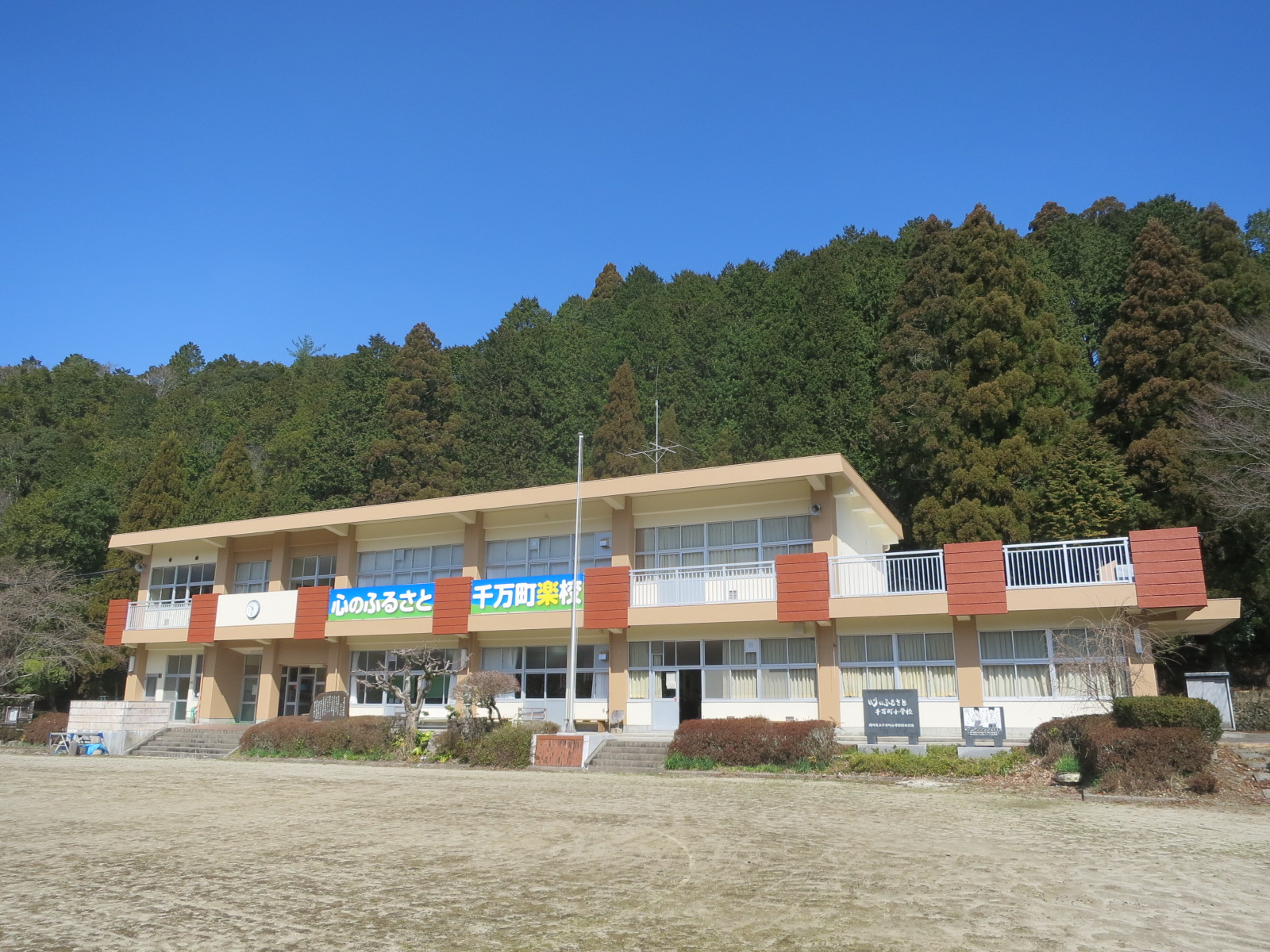
千万町楽校

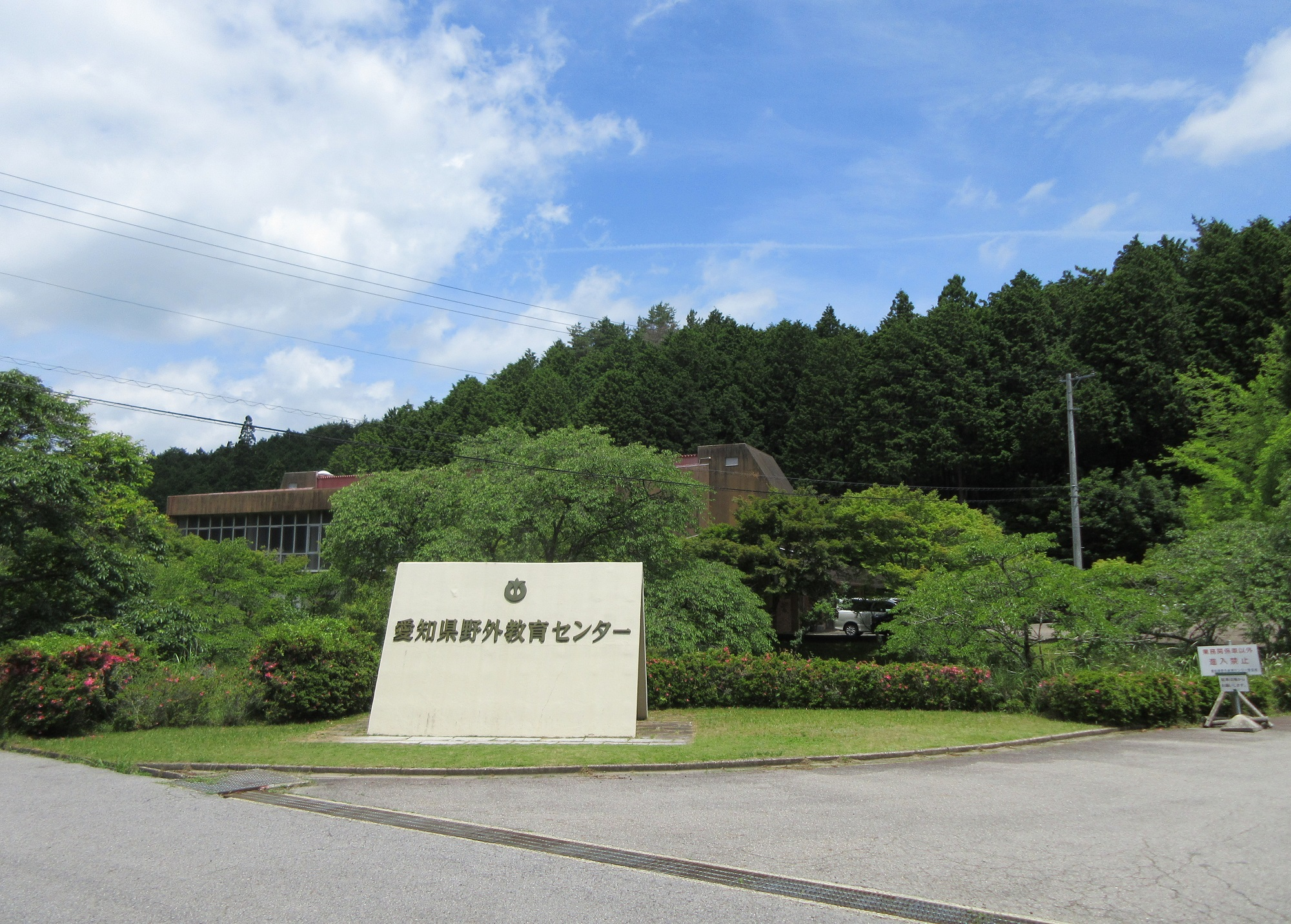
愛知県野外教育センター

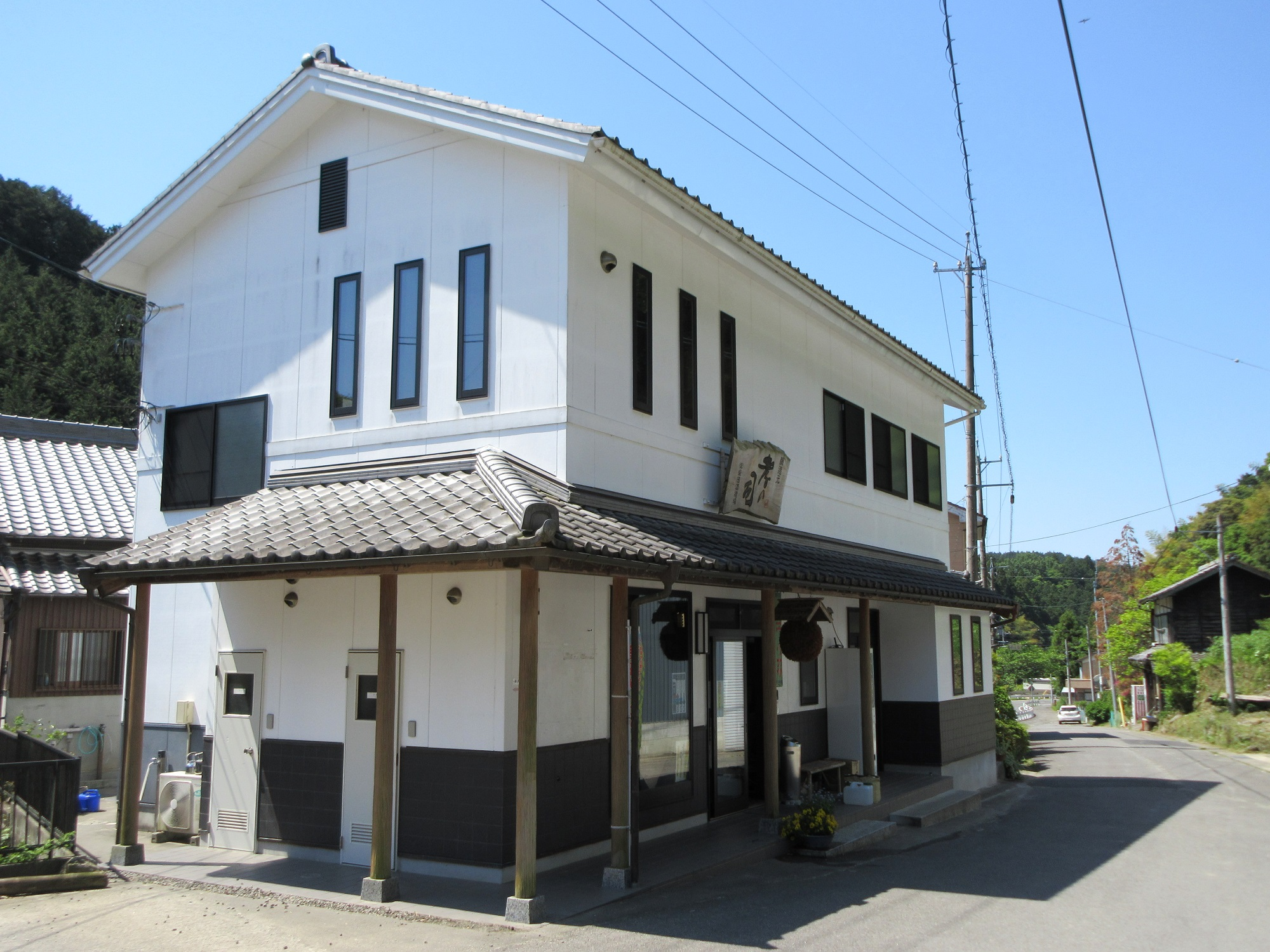
1830年創業の柴田酒造場

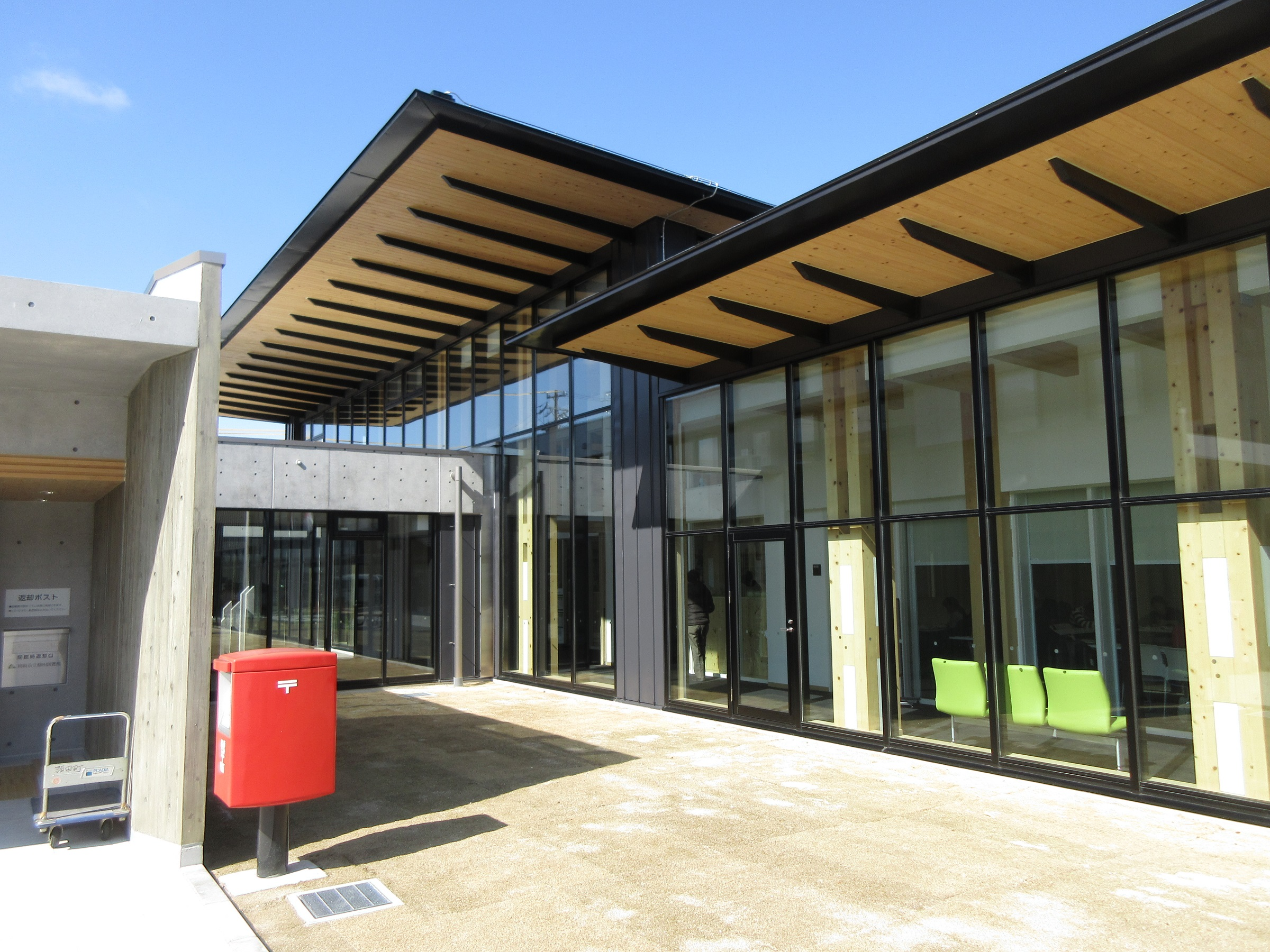
岡崎市額田センター・こもれびかん

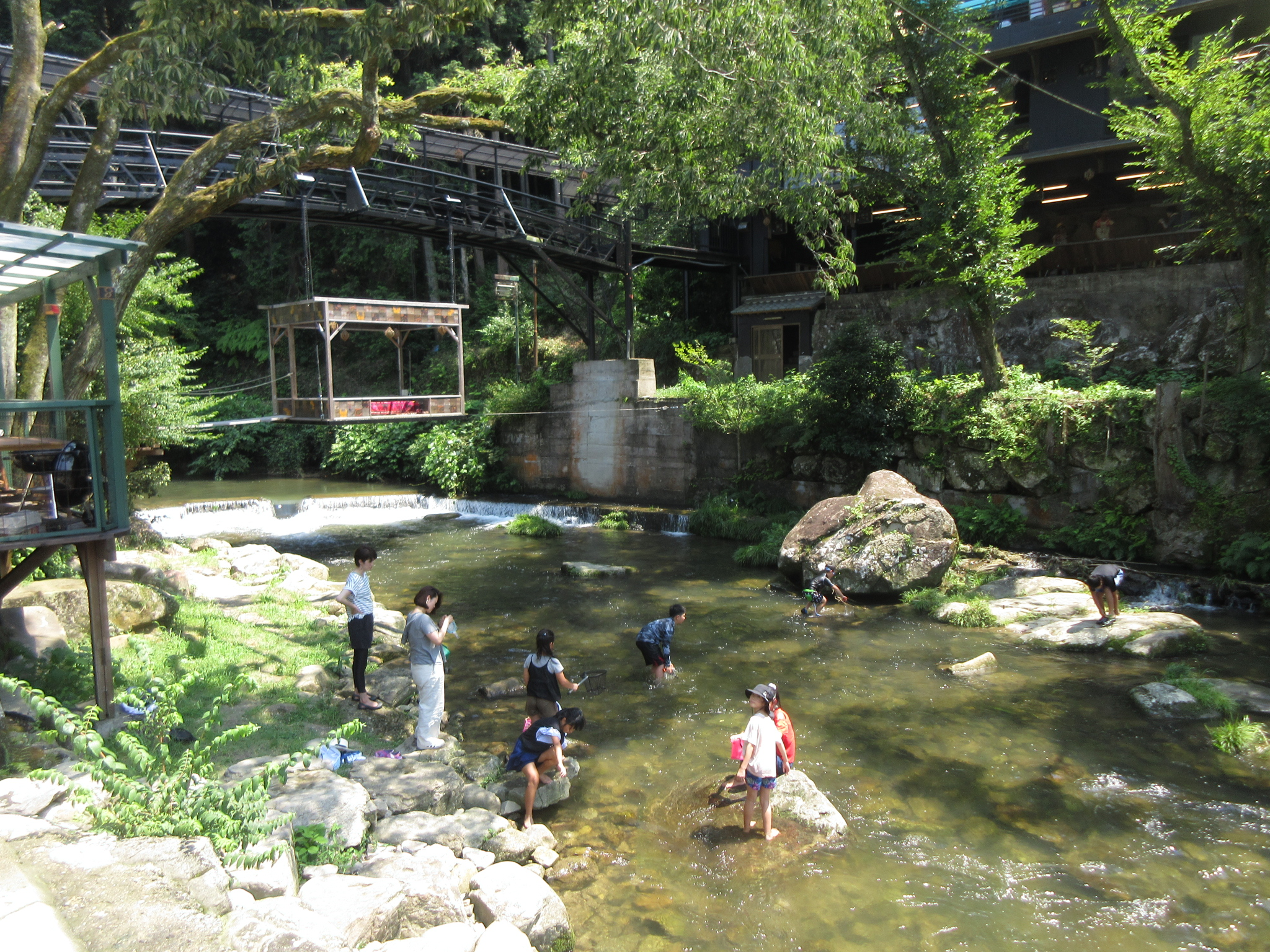
ウッドデザインパーク

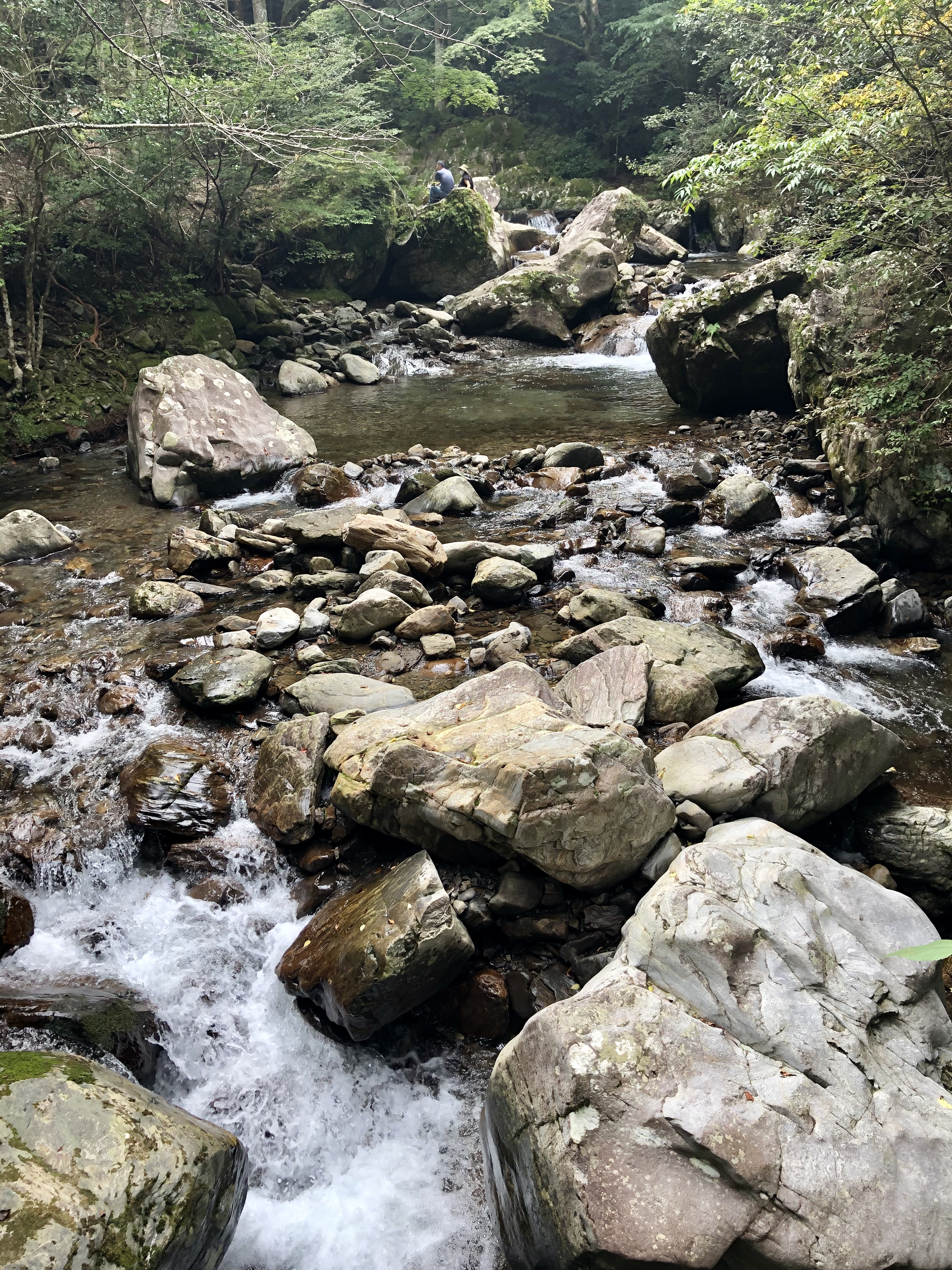
くらがり渓谷

室町時代、戦国時代は三河国そのものが松平氏（徳川氏）、今川氏、武田氏など多くの戦国大名によって支配をされ、当時の額田も例外ではなく当時この地を治めていた奥平氏や、額田山内氏、額田麻生氏、麻生松平家などは仕える領主を変えながら細々と生きていた。そのため、領主同士の争いに巻き込まれることもあり額田三大合戦と言われる日近合戦、雨山合戦、滝山合戦などの大きな戦いも起こった。日近城をはじめとして多くの山城が額田につくられ、奥平氏には奥平氏の重臣12家のうち6家が額田に在住した。
江戸時代になり、額田の村々はそれまでの村落が解体・再編成され、新しい村が生まれた。その大きな役割を果たしたのが、豊臣秀吉や徳川家康によって行われた刀狩令と太閤検地（兵農分離）などである。本地区域は幕府領（天領）、大名領（岡崎藩、作手藩、刈谷藩、大垣新田藩、鳥羽藩、西大平藩、磐城平藩、田中藩）、旗本領（形原巨勢家、長沢巨勢家、赤松松平家、長沢松平家、保久石川家、細川酒井家）、寺社領（天恩寺、桜井寺など）等多くの領主によって支配された。
明治時代になり、岡崎県、額田県、愛知県へと名を変えた。1871年（明治4年）に52村あった村が1889年に豊岡村、高富村、巴山村（1890年に栄枝村に改称）、宮崎村、形埜村、下山村の6か村体制に、1906年に豊富村、宮崎村、形埜村、下山村の4か村体制になり、1954年に豊富、宮崎、形埜、下山（田代、田折、蕪木、蘭は除）の4地区が合併し額田町が成立した。名前の由来は額田郡から。町内の中学校も合併後すぐに統合案が出され豊富、宮崎、形埜、下山の4中学校が統合され額田町立額田中学校が新設された。
第二次世界大戦時には多くの疎開児が額田に来た。町内には多くの寺院、神社が在り片寄町字山下の天恩寺にある山門・仏殿は国指定の重要文化財。

### 年表
- 715年 - 額田八郷成立。
- 813年 - 空海により桜井寺が建立される。
- 1339年 - 足利尊氏の命令で高師氏が広祥院を建立。
- 1362年 - 足利尊氏の遺言により天恩寺を足利義満が建立。
- 1382年 - 足利義満誕生日祈祷のため寺領の寄進及び、足利義満自筆山号・寺号の下付が天恩寺になされた。
- 1415年 - 松平親氏が麻生城を攻め落とす。その後大林城を攻め落とす。
- 1423年 - 室町幕府第4代将軍足利義持により天恩寺を祈願所とされた。
- 1427年 - 天野貞国が鍛埜に天正寺を建立。
- 1441年
  - 天野長弘が阿弥陀寺に曼荼羅寄進。
  - 三河土一揆がおこる。一色氏の勢力が衰える。
- 1469年 - 天野長弘が土に、須佐之男神社を建立。
- 1478年 - 奥平貞昌が日近城を築く。
- 1556年
  - 日近合戦が起こる。松井忠次・山内俊英日近攻め失敗。松平忠茂大林で討死。
  - 雨山合戦が起こる。
- 1557年 - 滝山合戦が起こる。
- 1568年 - 桜井寺が火災によって焼失。
- 1573年 - 阿知波定直が雨山奥平家として奥平氏の七族に収まる。
- 1575年 - 長篠の戦いに向かう徳川家康が天恩寺で一泊した[3]。
- 1602年 - 天恩寺が徳川家康から片寄村79石余の寄進を受けた。
- 1651年 - 保久陣屋を建立。
- 1783年 - 天明の飢饉が起こり八幡村に「米問屋」ができる。
- 1788年 - 疫病がはやる。
- 1796年（寛政08年） - 奥平平右衛門が雨山熱田神社に兼貞名刀・金子壱両を寄進。
- 1799年（寛政11年） - 夏山と柳田に大久手の山を巡っての山論が起こる。
- 1800年（寛政12年） - 切山皇太神社に春日七郎右門の灯籠が立つ。
- 1846年（弘化03年） - 亀穴村に猪垣を積む。
- 1856年（安政03年） - 男川初の用水、淡渕用水ができる。
- 1860年（万延01年） - 片寄用水ができる。
- 1869年（明治01年） - 三河裁判所の支配となる。
- 1870年（明治02年） - 一部地域が静岡県の支配下となる。
- 1872年（明治05年）
  - 07月 - 近代社格制度に基づき夏山八幡宮が郷社に列した[4]。
  - 08月 - 保久号学校が開校。
  - 11月 - 愛知県の支配下となる。
- 1873年（明治06年）
  - 東向寺寺子屋廃業。
  - 桜形学校を広祥院に設置。
  - 桜形郵便局ができる。
  - 定林寺に育才学校を設置。
- 1874年（明治07年）
  - 木下・千万町仮校舎を桜形学校の分教場として東向寺に設置。
  - 07月 - 原用水工事が終わる。
- 1876年（明治09年） - 千万町仮校舎が東向寺より弘福寺へ移る。
- 1877年（明治10年） - 宮崎村に堂庭学校と石原学校ができる。
- 1878年（明治11年）
  - 亀穴交番所（藤川分署）ができる。
  - 桜形交番所ができる。
- 1889年（明治22年） - 各村の村長が選出。
- 1907年（明治40年） - 明見坂改修される。
- 1913年（大正02年） - 石原消防隊公設。隊員60名、予備40名、ポンプ2台。
- 1915年（大正04年）
  - 下山村産業組合開設。
  - 村連合大運動会が開催される。
- 1917年（大正06年） - 宮崎、夏山、両村の一部に電灯が点く。
- 1948年（昭和23年） - 額田町立下山中学校が開校。
- 1950年（昭和25年） - 額田町立形埜中学校、額田町立宮崎中学校が開校。
- 1954年（昭和29年） - 額田町立豊富中学校が開校。
- 1956年（昭和31年）
  - 04月 - 主要地方道愛知県道35号岡崎設楽線が認定される。
  - 12月 - 第1回額田町町会議員選挙。
  - 12月 - 町歌制定（作曲・冨田勲、作詞・藤井静）
- 1957年（昭和32年）
  - 01月 - 額田町商工会発足（69店、228工場）。
  - 01月 - 額田町初の消防団出初め式行われる。
  - 04月 - 夏山小学校新校舎完成。
  - 04月 - 大字小久田の桃久保を下山小学区に編入。
  - 05月 - 額田町青年団協議会が発足される。
  - 05月 - 大字桜井寺の三河珪石工場が操業開始。
  - 05月 - 町有林を設定（142町8反歩）。
  - 06月 - 町内中学校交歓野球大会を豊富中学校で開催。
  - 07月 - 第二回県消防操法競技大会に第6分団が出場。
- 1959年（昭和34年）
  - 闇苅渓谷（現在はくらがり渓谷とも表記される）の開発が始まる。
  - 08月 - 桜形神社で盆踊り大会が開催。
  - 12月 - 主要地方道愛知県道37号岡崎清岳線が認定される。
  - 12月 - 一般県道愛知県道333号切山夏山線が認定される。
  - 12月 - 一般県道愛知県道334号千万町豊川線が認定される。
  - 12月 - 一般県道愛知県道335号南大須鴨田線が認定される。
  - 12月 - 一般県道愛知県道336号東蘭鍛埜線が認定される。
- 1962年（昭和37年）
  - 07月 - 県道阿蔵本宿線の根裏隧道が開通。
  - 04月 - 一般県道愛知県道477号東大見岡崎線が認定される。
- 1963年（昭和38年）09月 - 闇苅渓谷が県立公園に指定。
- 1964年（昭和39年）10月 - 額田町町役場庁舎完成[5]。
- 1970年（昭和45年）
  - 04月 - 一般国道301号（浜松市 - 豊田市）として国道301号が指定施行[6]。
  - 10月 - 国勢調査実施。過疎状況の進みが激しくなる。
- 1971年（昭和46年）
  - 04月 - 四農協が合併し額田町農業協同組合が誕生する。
  - 05月 - 県道阿蔵本宿線が全線開通。
  - 11月 - 鍛埜農道橋が完成する。
- 1972年（昭和47年）
  - 04月 - 豊富中学校・形埜中学校・宮崎中学校・下山中学校の4校を統合し額田町立額田中学校が発足。
  - 06月 - 額田町子ども会発足。
  - 08月 - 岡崎額田広域市町村圏推進協議会発足。
  - 09月 - 一般県道愛知県道331号一色小久田線が認定される。
  - 09月 - 一般県道愛知県道377号豊川額田線が認定される。
  - 10月 - 額田ゴルフ場の起工式が行われる。
  - 11月 - 桜形簡易水道寛政。
- 1973年（昭和48年）
  - 4月 - 本宮山スカイラインが開通。営業時間は8:00 - 18:00で冬季は16:00までだが、ルート上に砥鹿神社奥宮があるため年末年始は夜間も特別営業。
  - 4月 - 額田町立額田中学校開校。額田町立額田中学校寄宿舎（通称敬信寮）を使用開始。
- 1975年（昭和50年）
  - 04月 - 本宮山スカイライン全線開通。
  - 05月 - 電気需要の増大のため大平変電所から夏山変電所が新設される。
  - 10月 - 額田ゴルフ場、全コース完成。
- 1976年（昭和51年）
  - 07月 - 町の花『ささゆり』、町の鳥『ウグイス』を選定する。
  - 09月 - 額田町合併20週年記念式典が開かれる。
  - 10月 - 鳥川ダム実施計画調査を愛知県が行い地元説明会を開いたがダム廃止請願が地元住民より提出される。
- 1977年（昭和52年）
  - 03月 - 額田図書館完成[5]。
  - 10月 - 工業再配置促進費補助事業の一環として旧豊富中学校跡に町民総合運動場ができる。
- 1978年（昭和53年）
  - 03月 - 自然休養村センター完成[5]。
  - 06月 - 消防団にラッパ隊を新設。
- 1979年（昭和54年）
  - 02月 - 森林総合整備事業実施始まる。
  - 02月 - 宮崎簡易水道完成。
  - 03月 - 町民憲章を制定。
- 1981年（昭和56年）
  - 02月 - 額田町保健センター開設[5]。
  - 04月 - 樫山コミュニティセンター完成。
- 1982年（昭和57年）
  - 08月 - 額田北部トレーニングセンター開設。
  - 08月 - 形埜学区が形埜地区コミュニティ推進地区に指定され、花壇を各部落に設置。
- 1983年（昭和58年）
  - 03月 - 保久簡易水道完成。
  - 09月 - ホタルを額田町文化財に指定。
- 1984年（昭和58年）
  - 02月 - 牧平公園ができる。
  - 10月 - 町内路線バス（夏山線、守義線、豊川線）廃止。
- 1985年（昭和59年）03月 - 額田中学校敬信寮女子棟が増築される。
- 1986年（昭和61年）07月 - ぬかた会館完成[5]。
- 1993年（平成05年）04月 - 愛知県道36号阿蔵本宿線の全線が一般国道473号として指定施行[7]。
- 1994年（平成06年）04月 - 額田図書館増築[5]。
- 1995年（平成07年）03月 - 一般県道愛知県道382号一宮額田線が認定される。
- 1998年（平成10年）03月 - 岡崎市消防本部東消防署額田出張所完成[8]。
- 1999年（平成11年）04月 - 岡崎市、幸田町、額田町の1市2町の農協が合併。あいち三河農業協同組合（JAあいち三河）が成立。
- 2003年（平成15年）
  - 11月 - 切山にて死体遺棄事件が発生。
  - 11月 - 岡崎市・額田町合併協議会設置表明[8]。
- 2004年（平成16年）
  - 01月 - 岡崎市・額田町合併協議会設置[5][8]。
- 2005年（平成17年）
  - 03月 - 本宮山スカイラインが一般県道愛知県道526号本宮山作手保永線、愛知県道527号本宮山作手白鳥線として県道認定。
- 2006年（平成18年）
  - 01月 - 額田町役場庁舎を支所に改修[5]。
  - 01月 - 自然休養村センターを森の総合駅に改修[5]。
  - 02月 - 本宮山スカイラインが無料開放[9]。
- 2007年（平成19年）
  - 04月 - 愛知県道336号東蘭鍛埜線が一般県道愛知県道336号蘭鍛埜線に改称。
  - 04月 - 愛知県道377号豊川額田線が一般県道愛知県道377号豊川片寄線に改称。
  - 04月 - 愛知県道382号一宮額田線が一般県道愛知県道382号足山田大代線に改称。
- 2008年（平成20年）10月 - 額田町森林組合と岡崎市森林組合が合併して「岡崎森林組合」が発足[10]。
- 2009年（平成21年）
  - 03月 - 額田保健センター閉鎖[5]。
  - 03月 - 額田地域内交通、下山乗合タクシー「ささゆりバス」実証運行開始[11][12]。
  - 04月 - 岡崎市消防本部東消防署形埜出張所が業務開始[8]。
- 2010年（平成22年）
  - 04月 - 児童数の減少に伴い鳥川小学校が豊富小学校へ、千万町小学校、大雨河小学校が宮崎小学校へ統合される。
  - 10月 - 岡崎額田模範造林組合100周年[8]。
  - 10月 - 淡渕町に「岡崎市こども自然遊びの森 わんPark」を開設。
  - 12月 - 淡渕町、鹿勝川町、樫山町、片寄町、桜井寺町、細光町及び牧平町並びに大幡町（東部地区）、下衣文町、滝尻町及び夏山町の一部を西三河都市計画区域に編入[13]。
- 2011年（平成23年）
  - 04月01日 - 下山小学区のささゆりバスを豊栄交通に委託。
  - 04月01日 - 愛知県道37号岡崎清岳線から愛知県道37号岡崎作手清岳線へ名称変更。
- 2012年（平成24年）
  - 12月01日 - 額田支所閉鎖[5]。
- 2013年（平成25年）
  - 01月01日 - 自然休養村センターを額田支所に改修[5]。
  - 01月01日 - 額田保健センターを森の総合駅に改修[5]。
- 2014年（平成26年）
  - 03月31日 - 千万町茅葺屋敷が廃止[14]。
  - 09月18日 - 当地区に設置される新東名高速道路ICの名称が「額田IC」から「岡崎東IC」に正式決定[15]。
- 2015年（平成27年）
  - 03月15日 - 国道473号岡崎額田バイパスのバイパス区間（本宿町 - 樫山町）3.6 kmが開通[16][17][8]。
  - 03月15日 - 岡崎市道原下衣文線、「新学校橋」開通[8][18]。
- 2016年（平成28年）
  - 02月13日 - 新東名高速道路浜松いなさJCT - 豊田東JCT間の開通に伴い、岡崎東IC開通[19][20][21][22]。
  - 02月13日 - 新東名高速道路浜松いなさJCT - 豊田東JCT間の開通に伴い、国道473号岡崎額田バイパスの新東名アクセス道路区間0.7 kmが開通[19][20][22][21]。
- 2018年（平成30年）
  - 02月13日 - 岡崎市額田センター（愛称「こもれびかん」）が開館[23]。

### 行政区域の沿革
- 1872年（明治5年） - 上毛呂村と下毛呂村が合併し、毛呂村となる。
- 1875年（明治8年） - 細野村と光久村が合併し、細光村となる。
- 1876年（明治9年）
  - 法味村、高薄村、大河村が合併し、大高味村となる。
  - 南須山村と大山村が合併し、南大須村となる。
  - 竹澤連村と笠井村が合併し、井澤村となる。
  - 小楠村、赤田輪村、桃ヶ久保村が合併し、小久田村となる。
- 1878年（明治11年）
  - 平針村、寺平村、鬼沢村、寺野村、柿平村が合併し、夏山村となる。
  - 河辺村と栃原村が合併し、河原村となる。
  - 柳田村、名ノ内村、麻生村が合併し、桜形村となる。
  - 鍛冶屋村、大林村、土村が合併し、鍛埜村となる。
  - 上田代村と折地村が合併し、田折村となる。
  - 伊賀谷村と中保久村が合併し、中伊村となる。
- 1889年（明治22年）10月1日
  - 下衣文村、樫山村、桜井寺村、鹿勝川村、牧平村が合併し、豊岡村となる。
  - 細光村、瀧尻村、鳥川村、淡淵村、片寄村が合併し、高富村となる。
  - 夏山村、千万町村、木下村が合併し、巴山村となる。
  - 河原村、亀穴村、石原村、中金村、大代村、雨山村、明見村が合併し、宮崎村となる。
  - 大高味村、南大須村、井沢村、毛呂村、小久田村、切山村、桜形村、鍛埜村が合併し、 形埜村となる。
  - 田折村、中伊村、保久村、蕪木（かぶらき）村、田代村、外山村、一色村、冨尾（とんびゅう）村、蘭（あららぎ）村が合併し、下山村となる。
- 1890年（明治23年）12月17日
  - 巴山村が改称し、栄枝村となる[注釈 1]。
- 1906年（明治39年）5月1日
  - 豊岡村、高富村、栄枝村の一部が合併し、豊富村となる[注釈 2]。
  - 栄枝村の一部が宮崎村に編入される[注釈 2]。
- 1956年（昭和31年）9月30日 - 豊富村、宮崎村、形埜村、額田郡下山村の一部[注釈 3]が合併し、額田郡額田町が発足[注釈 4]。
- 2005年（平成17年）4月1日 - 東加茂郡下山村が豊田市へ編入される。

- 2006年（平成18年）1月1日 - 岡崎市に編入。岡崎市額田地区へ。

## 特徴・特産

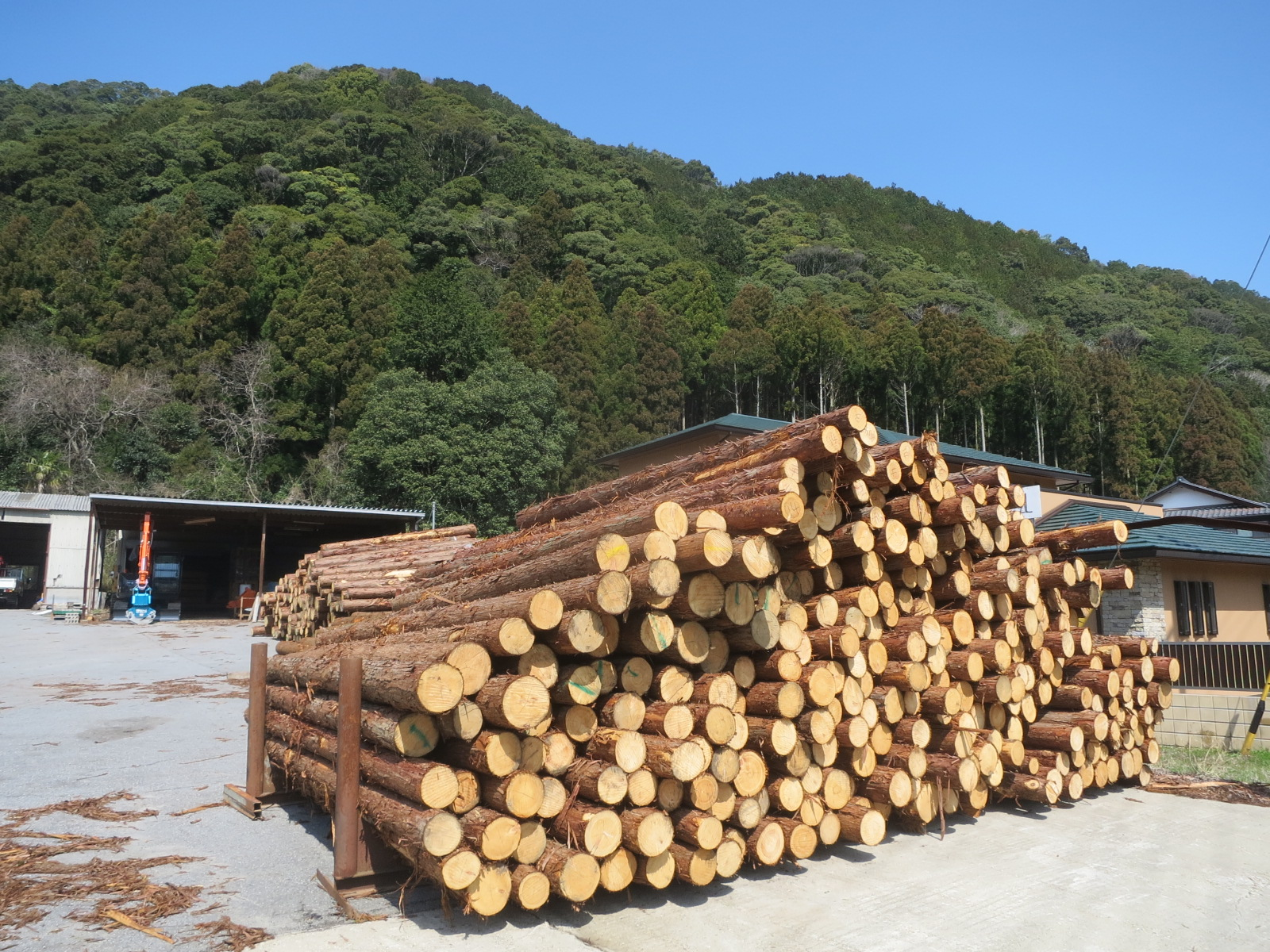
岡崎森林組合

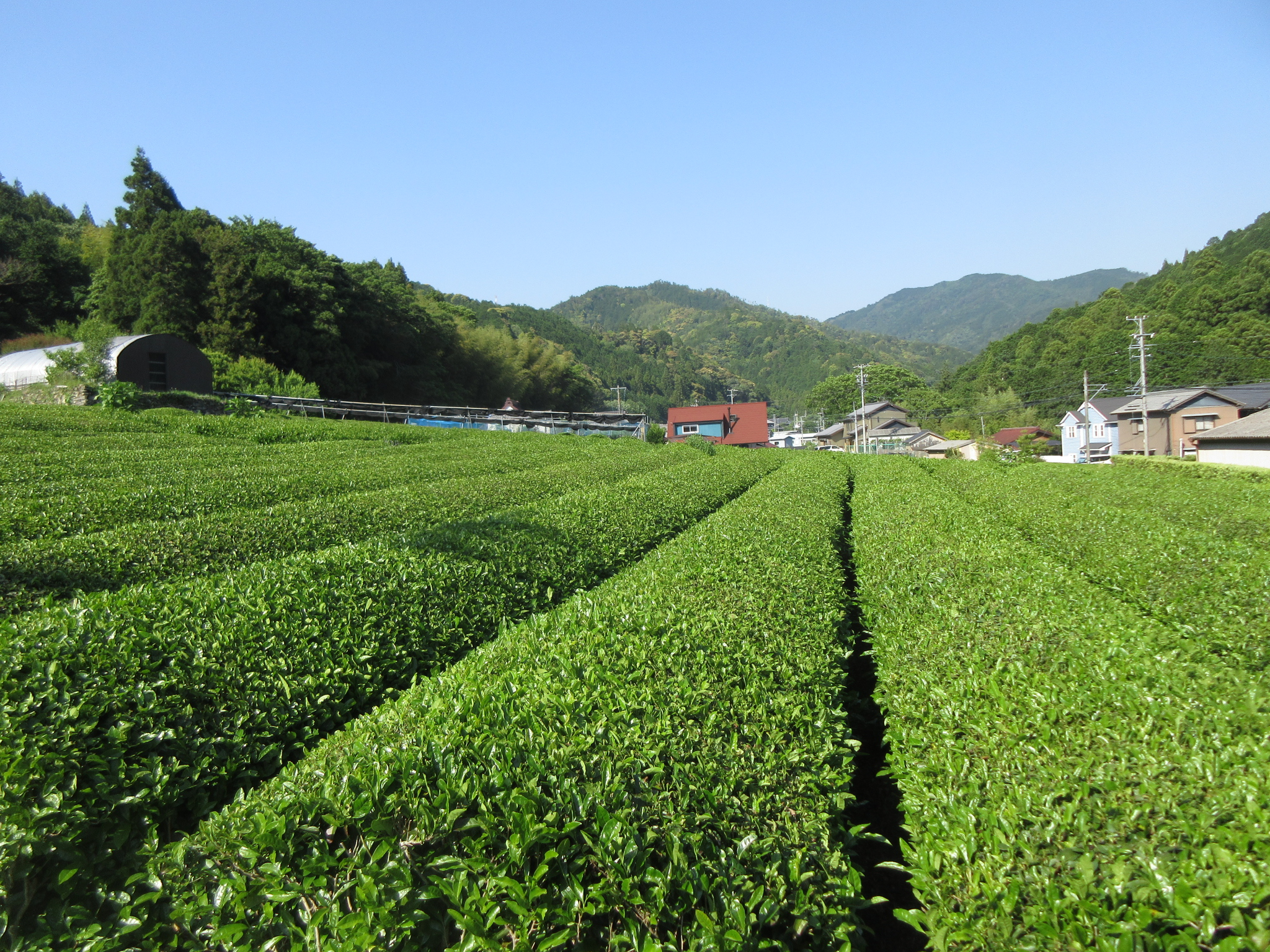
石原町の茶畑

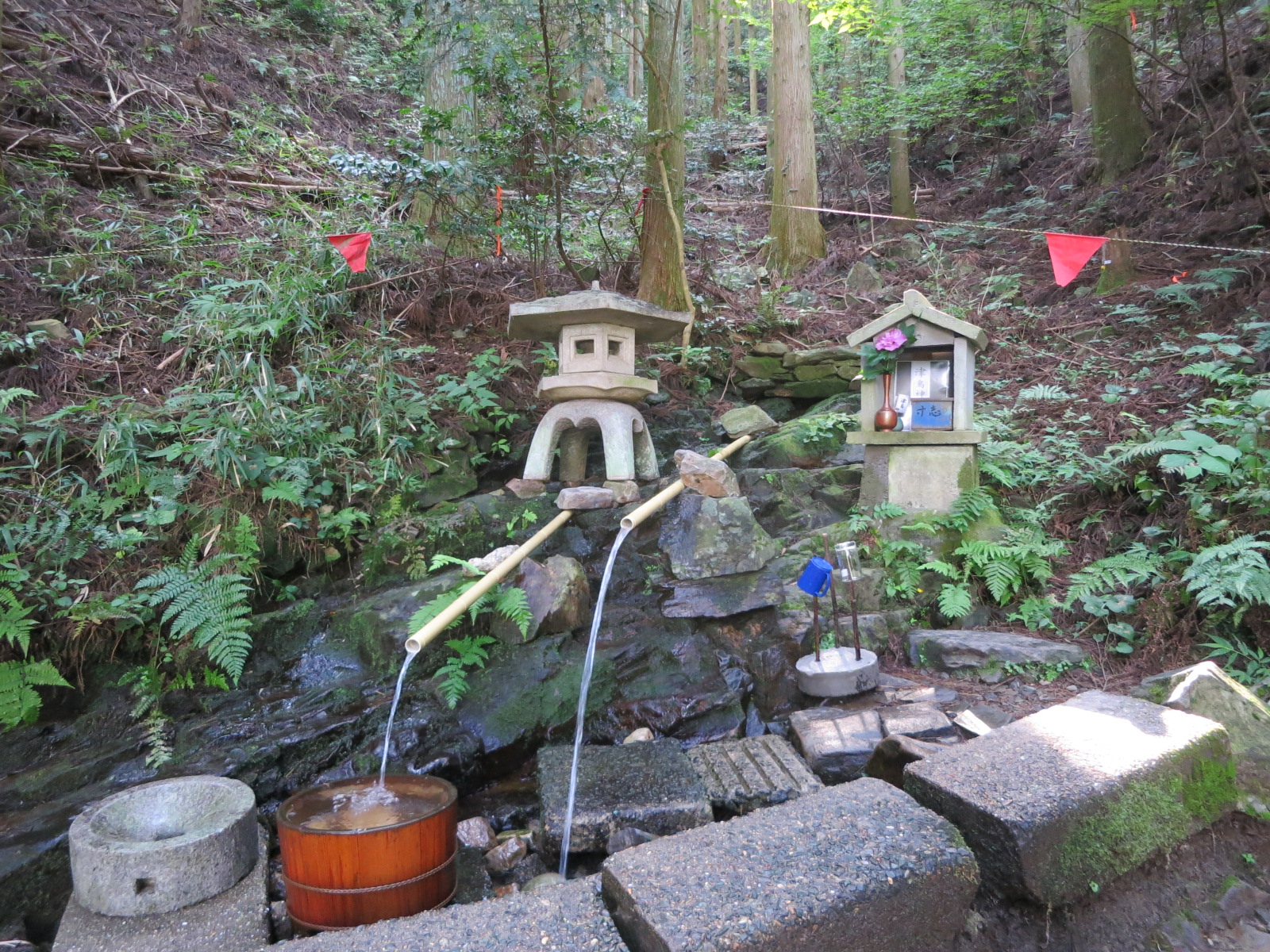
鳥川ホタルの里湧水群

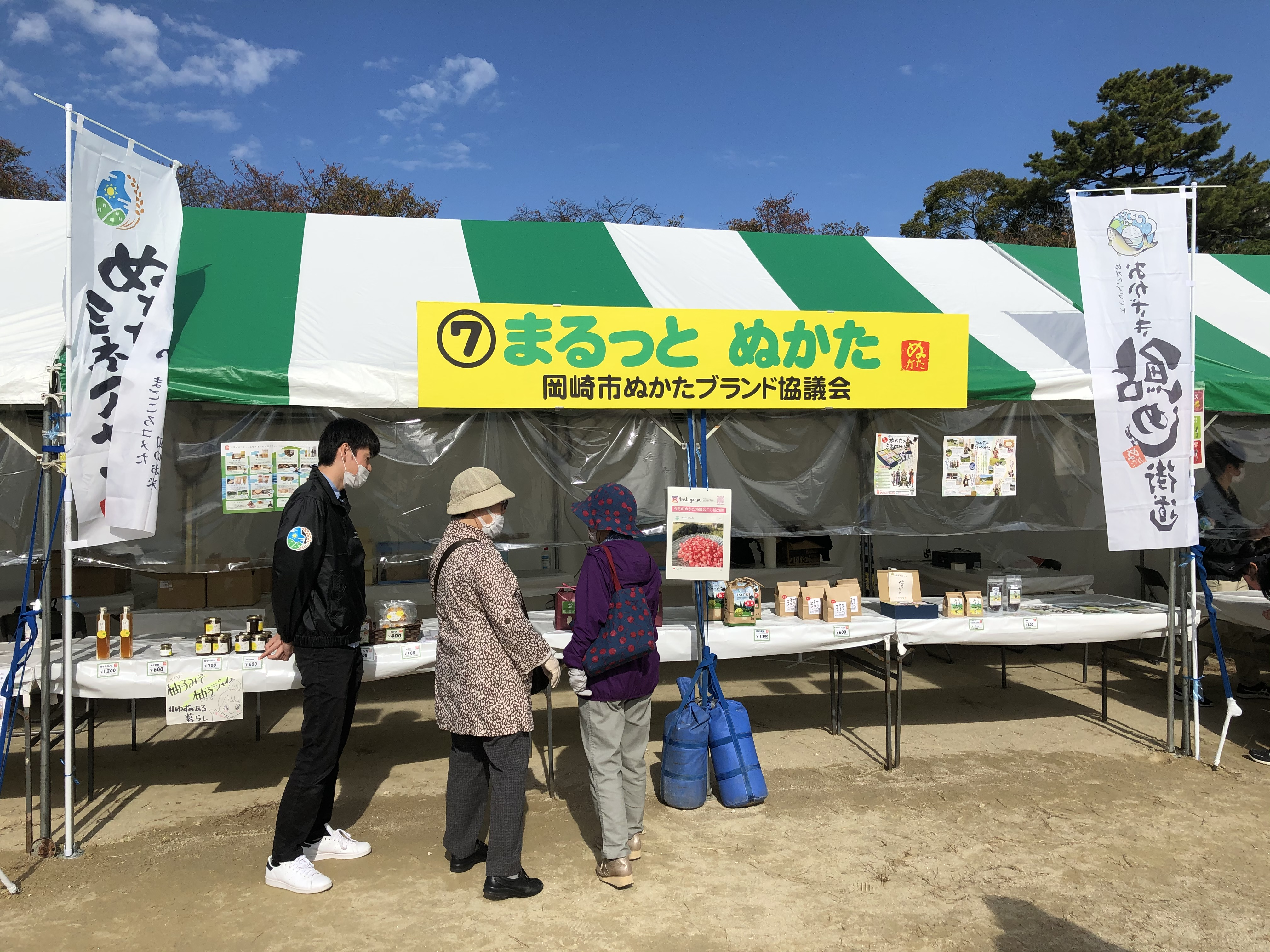
2018年に設立された「岡崎市ぬかたブランド協議会」

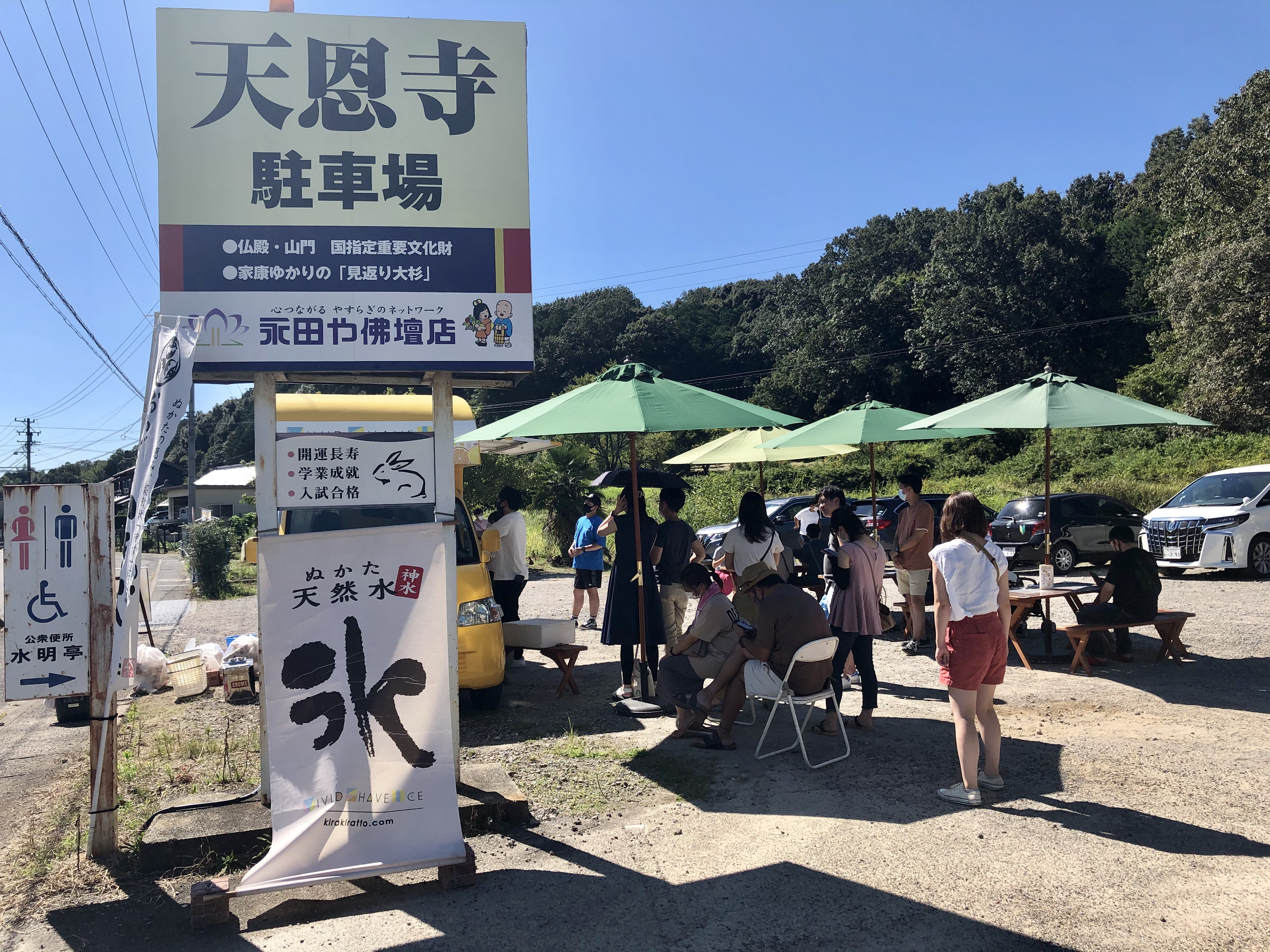
おかざきかき氷街道

### 林業
明治中期まで額田地区は山焼きが行われていたため、いたるところはげ山であった。1889年（明治22年）に旧宮崎村初代村長となった山本源吉は村の発展はひとえに植林によるものと考え、1895年（明治28年）に山焼きの廃止を実現。また同年、将来50年間にわたり毎年7万本以上のスギ・ヒノキを植えることや、1000本以上を植林すれば10円を補助することなどを定めた「宮崎村共有林保護規則」を策定した。その後9年間で36万本が植林された。1956年（昭和31年）に合併により成立した額田町は旧宮崎村地域を中心として林業で栄えた。
2015年（平成27年）5月15日、森林再生と地域振興を目指す「額田木の駅プロジェクト」が開始された。

### 宮崎茶
本宮山から流れ出る清流や寒暖の差が激しい気候に恵まれた宮崎地区（旧宮崎村）では、江戸時代から茶の栽培が盛んであった。年貢として上納していた記録もある。明治から大正時代にかけては「全国三大銘茶」と称された。兼業で盛んだった茶業も林業とともに廃れ、現在は15軒が茶葉を栽培している。 
健康への影響を考えて農薬の使用を止めた石原町の農家が2006年に有機JAS認定を取得すると、他の農家も自信を得てこれに追随。今では有機栽培が地区全体に広がった。先の農家が開発した商品「わ紅茶」は海外にも流通している。

### ぬかた味噌
地元の60～80代の女性らが組織する味噌工房「蔵っ工（こ）」（牧平町）で作られる味噌。減反政策で大豆の栽培量が増えたのをきっかけに、1973年に当時の額田生活改善実行グループが約10年の加工研究を重ね開発したのが始まり。1985年にJAの味噌加工施設が設置され、販売が開始された。
大豆と米は地元産を使用し、毎年冬に仕込む。蒸した米にこうじ菌を振りかけよく混ぜ、白味噌は9月、赤味噌は12月に出来上がる。生産量は1年に約2トン。発売当時から製造方法はほとんど変わってなく、甘くこくがある味が特徴といわれている。

### おかざきかき氷街道
2016年（平成28年）3月31日、環境省主催で行われた「名水百選選抜総選挙」で鳥川町の「鳥川ホタルの里湧水群」が「秘境地として素晴らしい名水」部門の1位に選ばれた。
2017年（平成29年）、前述の石原町の茶農家がこの地元の〝名水〟に目をつけ、茶の販売とともに、天然水を使ったかき氷を始めた。
2018年（平成30年）1月、額田地区における所得の向上や雇用の増大を目指す「岡崎市ぬかたブランド協議会」が設立される。同協議会は農林水産省の農山漁村振興交付金と市の補助を受け、様々な事業を展開。同年7月21日から、各店が保久町字神水（かんずい）の湧き水を使ってオリジナルかき氷を提供するイベント「おかざきかき氷街道」を始めた。同町の天然水は柴田酒造場で仕込みに使われており、硬度が1リットル当たり0.2ミリグラムと極めて低い。初年度は岡崎市ぬかた商工会主催で行われ、石原町の茶農家を含む7店舗が参加した。
同年11月30日、「おかざきかき氷街道」は愛知県の観光事業である食と花の街道に認定された。
愛知県立農業大学校（岡崎市美合町）の生徒らが作った桃やブルーベリーなど季節の果物を使ったかき氷が4店舗で出されている。大手新聞の取材も多く、2021年（令和3年）には2店が加わり9店となった。

## 教育

### 高等学校
地区内に高等学校は置かれていない。

### 中学校
- 岡崎市立額田中学校
  - 岡崎市立額田中学校寄宿舎

### 小学校
- 岡崎市立豊富小学校
- 岡崎市立夏山小学校
- 岡崎市立宮崎小学校
- 岡崎市立形埜小学校
- 岡崎市立下山小学校

### 閉校した学校
- 額田町立豊富中学校（1972年）
- 額田町立宮崎中学校（1972年）
- 額田町立形埜中学校（1972年）
- 額田町立下山中学校（1972年）
- 岡崎市立鳥川小学校（2010年）
- 岡崎市立千万町小学校（2010年）
- 岡崎市立大雨河小学校（2010年）

## 交通
地区内に鉄道は走っていないため、自動車・バスが主な移動手段である。

### 鉄道
- 額田支所の最寄駅:名鉄名古屋本線本宿駅

### バス路線
名鉄バス
- 本宿駅 - 額田支所前
- 額田支所前 - くらがり渓谷
- 東岡崎駅 - 桜形

町バス
- 額田地域内交通
  - ささゆりバス（下山小学区。豊栄交通に運行委託）
    - 岡崎げんき館前・洞町・市民病院 - 豊田鉄工前 - 中伊 - 外山 - 保久 - 冨尾西 - 桃ヶ久保 - 北部診療所

  - 乙川バス（自由乗り降り区間あり。形埜小学区）
    - 南大須・鍛埜線
      - 右回り：桜形 → 南大須公民館 → 小屋沢上 → 下部上 → 大山上 → 法味上 → 須渕橋 → 鍛埜 → 大林 → 栃本団地 → 北部診療所 → 桜形
      - 左回り：桜形 → 北部診療所 → 栃本団地 → 大林 → 鍛埜 → 須渕橋 → 法味上 → 大山上 → 下部上 → 小屋沢上 → 南大須公民館 → 桜形

    - 切山・小久田線
      - 桜形 - 北部診療所 - 井口 - 小楠 - 赤田和中 - 空屋敷辻 - 大沢 - 切山横手辻 - 木挽沢 - 大ゾレ - 上一色平

    - 毛呂・井沢線
      - 桜形 - 北部診療所 - 井口 - 下毛呂 - 毛呂中 - 上毛呂 - うつぎ - 竹沢連橋 - 井沢公民館 - 若林 - 本郷入口 - 本郷

  - のってこバス（宮崎小学区。西三交通に運行委託）
    - のってこ1号（旧大雨河小学区）
      - 宮崎小学校 - 宮崎学区市民ホーム前 - 十王堂前 - ナカシバ電工前 - 雨山公民館 - 熱田神社 - 東河原口 - 東河原公民館前 - 高雲寺

    - のってこ2号（旧千万町小学区）
      - 宮崎小学校 - 牧原バス停 - 宮崎学区市民ホーム前 - 明見バス停 - 木下公民館 - 小学校三叉路 - 千万町中 - 千万町上

  - ほたるバス（豊富小学区）
    - 鳥川線
      - 星野医院 - 額田支所前 - 豊富小学校 - ハズノモト - 下辻 - 小デノ沢 - 宮前 - 市道

    - 夏山・鳥川線
      - 星野医院 - 額田支所前 - 豊富小学校 - ハズノモト - 下辻 - 小デノ沢 - 宮前 - 市道 - 鬼沢公民館 - 寺野（公民館入口） - 夏山橋 - 平針（観音堂）

### 道路

#### 高速道路
- 新東名高速道路
  - 岡崎東IC

#### 一般国道
- 国道301号
- 国道473号
  - 岡崎額田バイパス

#### 主要地方道
- 愛知県道35号岡崎設楽線
- 愛知県道36号阿蔵本宿線（廃止）
- 愛知県道37号岡崎作手清岳線

#### 一般県道
- 愛知県道331号一色小久田線
- 愛知県道333号切山夏山線
- 愛知県道334号千万町豊川線
- 愛知県道335号南大須鴨田線
- 愛知県道336号蘭鍛埜線
- 愛知県道377号豊川片寄線
- 愛知県道382号足山田大代線
- 愛知県道477号東大見岡崎線
- 本宮山スカイライン
  - 愛知県道526号本宮山作手保永線
  - 愛知県道527号本宮山作手白鳥線

#### 主な林道
- 寺野木下線
- 桜形木下線
- 鍛埜桜形線
- 小久田岩下線
- 石原河原線

#### 街道
- 樫山街道（国道473号）
- 挙母街道（国道301号）
- 作手街道（愛知県道35号岡崎設楽線）
- 宮崎街道（愛知県道37号岡崎作手清岳線）
- 大沼街道（愛知県道335号南大須鴨田線・愛知県道477号東大見岡崎線）
- 下山街道

## 施設
| 医療 - 額田北部診療所 - 宮崎診療所 消防（岡崎市消防本部） - 額田出張所 - 形埜出張所 | 自治 - 樫山駐在所 - 宮崎駐在所 - 桜形駐在所 - 保久駐在所 | その他 - 岡崎市額田センター - 岡崎市立額田図書館 - 岡崎森林組合 - 愛知県野外教育センター - レストハウスくらがり - 森の総合駅 | 郵便 - 額田郵便局 - 宮崎郵便局 - 形埜郵便局 - 額田保久簡易郵便局 |

## 観光スポット

### 名所
- かおれ渓谷
- 本宮山県立自然公園
  - 本宮山
    - 本宮山スカイライン

  - 巴山
  - くらがり渓谷

### 史跡
| 名称       | 主な城主              | 築城年             | 所在地           | 備考                        |
| ---------- | --------------------- | ------------------ | ---------------- | --------------------------- |
| 鹿勝川城   | 奥平氏・菅沼氏        | 1556年以前         | 鹿勝川町字西屋敷 |                             |
| 小金城     | 菅沼正庵              | 1556年以前         | 牧平町字大崎     |                             |
| 夏山城     | 奥平久正              | 1530年～1554年以前 | 夏山町字村上     | 夏山奥平家                  |
| 夏山城山城 | 黒屋宗太夫            |                    | 夏山町字城山     |                             |
| 鳥川城     | 奥平次郎左衛門        |                    | 鳥川町           | 鳥川奥平家                  |
| 黒谷城     | 黒谷半九郎            | 1570年台           | 明見町字黒谷     |                             |
| 千万町城   | 奥平弥六郎            | 1570年以前         | 千万町町字村上   |                             |
| 阿知波城   | 奥平定直              | 1543年以前         | 雨山町字東アチワ | 阿知波氏 雨山奥平家         |
| 久保城     | 奥平貞昌              | 1530年台           | 石原町           | 滝山合戦                    |
| 滝山城     | 奥平信丘              | 1560年以前         | 石原町字清水沢西 | 滝山合戦                    |
| 日近城     | 奥平貞直              | 1478年             | 桜形町           | 日近奥平家 日近合戦         |
| 柳田城     | 山内角兵衛            | 1285年             | 桜形町字惣玉     | 日近衆の居城 柳田村古城とも |
| 大川城     | 竹内九藤平 額田麻生氏 | 1556年             | 大高味町         | 大河城とも 日近合戦         |
| 麻生城     | 天野氏 麻生松平家     | 1487年             | 桜形町           | 1580年廃城                  |
| 麻生古城   | 麻生内蔵助            | 1350年台           | 鍛埜町字神谷倉   |                             |
| 大林城     | 二重栗内記            | 1410年             | 鍛埜町字カクレヤ | 1415年落城                  |
| 土城       | 天野長弘              | 1410年             | 鍛埜町字焼跡     |                             |
| 赤田和城   | 間部少輔政清          | 1430年             | 小久田町字門田   | 阿弥陀寺精霊簿              |
| 毛呂城     | 大山市蔵              | 1526年以前         | 毛呂町字日影     | 日近衆 1526年落城           |
| 保久城     | 山下義道              | 1230年頃           | 保久町           | 室町幕府奉公衆              |
| 中保久城   | 成瀬頼清              | 1365年             | 中伊町           |                             |
| 伊ヶ谷城   |                       |                    | 中伊西町         | 伊賀谷城とも                |
| 冨尾城     | 三河疋田氏            | 1520年以前         | 冨尾町           |                             |

### 神社
豊富小学区・夏山小学区
| - 須賀神社（樫山町） - 神明宮（樫山町） - 白山神社（桜井寺町） - 神明社（下衣文町） - 豊富神社（牧平町） - 秋葉社（鹿勝川町） - 若宮八幡宮（鳥川町） - 白髭八柱神社（鳥川町） - 神明宮（鳥川町） - 八幡宮（細光町） - 御獄神社（細光町） | - 金山彦神社（細光町） - 須佐之男神社（滝尻町） - 八幡宮（片寄町） - 神明宮（淡渕町） - 神明社（淡渕町） - 八幡社（夏山町） - 夏山八幡宮（夏山町） - 白山社（夏山町） - 秋葉社（夏山町） - 諏訪社（夏山町） - 若宮八幡社（夏山町） |

宮崎小学区
- 神明宮（木下町）
- 八剱神社（千万町町）
- 石座神社（石原町）
- 宮崎神社（明見町）
- 日吉神社（中金町）
- 河原神社（東河原町）
- 熱田神社（雨山町）
- 高之御前神社（大代町）

形埜小学区
| - 皇太神社（切山町） - 稲荷社（小久田町） - 秋葉神社（小久田町） - 熊野神社（小久田町） - 姫宮神社（毛呂町） - 金山神社（井沢町） - 薬玉神社（井沢町） - 桜形神社（桜形町） - 比叡社（鍛埜町） | - 須佐之男神社（鍛埜町） - 八幡宮（鍛埜町） - 八幡社（鍛埜町） - 須佐之男神社（南大須町） - 大国主社（南大須町） - 神明宮（大高味町） - 八幡社（大高味町寺下） - 八幡社（大高味町下屋敷） |

下山小学区
- 保久八幡宮（保久町）
- 白山社（中伊町）
- 若宮社（中伊西町）
- 神明宮（中伊西町）
- 津島社（冨尾町）
- 神明宮（一色町）
- 八幡宮（外山町）

### 寺院
豊富小学区・夏山小学区
| - 桜井寺（桜井寺町） - 弘分寺（下文衣町） - 浄泉寺（樫山町） - 定林寺（樫山町） - 意徳院（樫山町） - 福聚寺（牧平町） - 天恩寺（片寄町） - 慈雲院（鹿勝川町） - 明宗寺（細光町） | - 渭泉寺（細光町） - 玉泉寺（滝尻町） - 慈徳院（鳥川町） - 牧泉寺（夏山町） - 華蔵院（夏山町） - 遊泉寺（夏山町） - 松立寺（夏山町） - 松樹寺（夏山町） |

宮崎小学区
| - 傳正院（明見町） - 少林寺（明見町） - 林端寺（宮崎町） - 聞桂寺（宮崎町） - 端雲寺（石原町） - 法林寺（中金町） | - 正泉寺（大代町） - 高雲寺（河原町） - 財泉寺（河原町） - 菩提院（雨山町） - 東向寺（木下町） |

形埜小学区
| - 阿弥陀寺（桜形町） - 専念寺（桜形町） - 広祥院（桜形町） - 妙音寺（南大須町） - 正立寺（鍛埜町） - 東昌寺（鍛埜町） | - 大空寺（鍛埜町） - 大泉寺（鍛埜町） - 若林寺（井沢町） - 最勝院（毛呂町） - 法林寺（切山町） - 全長寺（小久田町） |

下山小学区
- 善光寺（中伊町）
- 天然寺（中伊町）
- 萬福寺（保久町）
- 長興寺（保久町）
- 明圓寺（一色町）
- 法性寺（冨尾町）

### 文化財
| 名称                                                                   | 指定別           | 種別             | 所有者名         | 指定年月日                 | 所在地           |
| ---------------------------------------------------------------------- | ---------------- | ---------------- | ---------------- | -------------------------- | ---------------- |
| 天恩寺仏殿                                                             | 国指定重要文化財 | 建造物           | 天恩寺           | 1907年（明治40年）5月27日  | 片寄町           |
| 天恩寺山門                                                             | 国指定重要文化財 | 建造物           | 天恩寺           | 1907年（明治40年）5月27日  | 片寄町           |
| 蝦蟇、鉄拐仙人図                                                       | 市指定文化財     | 絵画             | 天恩寺           | 1970年（昭和45年）1月21日  | 片寄町           |
| からうすの図                                                           | 市指定文化財     | 絵画             | 天恩寺           | 1970年（昭和45年）1月21日  | 片寄町           |
| 見返りの大スギ                                                         | 市指定天然記念物 | 市指定天然記念物 | 天恩寺           | 1971年（昭和46年）5月20日  | 片寄町           |
| 木造地蔵菩薩坐像 不動明王坐像 愛染明王坐像 （附 地蔵菩薩坐像内納入品） | 市指定文化財     | 絵画             | 天恩寺           | 2010年（平成22年）9月13日  | 片寄町           |
| 磬                                                                     | 県指定文化財     | 工芸品           | 桜井寺           | 1960年（昭和35年）6月2日   | 桜井寺町         |
| 曼荼羅仏絵図                                                           | 市指定文化財     | 絵画             | 阿弥陀寺         | 1970年（昭和45年）1月10日  | 桜形町           |
| 延命地蔵菩薩                                                           | 市指定文化財     | 彫刻             | 広祥院           | 1970年（昭和45年）1月10日  | 桜形町           |
| 日近城跡                                                               | 市指定文化財     | 史跡             | 広祥院           | 1990年（平成2年）7月6日    | 桜形町           |
| 大川神明宮の舞台                                                       | 県指定文化財     | 有形民俗         | 大川神明宮       | 1976年（昭和51年）11月1日  | 大高味町         |
| 鰐口                                                                   | 市指定文化財     | 工芸品           | 高薄八幡宮       | 1970年（昭和45年）1月21日  | 大高味町         |
| 太刀                                                                   | 市指定文化財     | 工芸品           | 熱田神社         | 1970年（昭和45年）1月21日  | 岡崎市美術博物館 |
| 熱田神社の脇差                                                         | 市指定文化財     | 工芸品           | 熱田神社         | 1990年（平成2年）7月6日    | 岡崎市美術博物館 |
| 鰐口                                                                   | 市指定文化財     | 工芸品           | 白鬚神社         | 2007年（平成19年）12月18日 | 岡崎市美術博物館 |
| 千万町の神樂                                                           | 県指定文化財     | 無形民俗         |                  | 1964年（昭和39年）3月23日  | 千万町町         |
| 須賀神社祭礼山車及び祭りばやし                                         | 市指定文化財     | 無形民俗         | 須賀神社         | 1982年（昭和57年）1月8日   | 樫山町           |
| 寺野の大クス                                                           | 県指定天然記念物 | 県指定天然記念物 | 寺野薬師堂       | 1968年（昭和43年）11月4日  | 夏山町           |
| 切山の大スギ                                                           | 県指定天然記念物 | 県指定天然記念物 | 皇太神社         | 1968年（昭和43年）11月4日  | 夏山町           |
| 夏山の大スギ                                                           | 市指定天然記念物 | 市指定天然記念物 | 諏訪神社         | 1971年（昭和46年）5月20日  | 夏山町           |
| 夏山八幡宮火祭り                                                       | 市指定文化財     | 無形民俗         | 夏山八幡宮       | 2005年（平成17年）9月16日  | 夏山町           |
| 万足平の猪垣（612メートル）                                            | 県指定文化財     | 有形民俗         | 万足平を考える会 | 1981年（昭和56年）2月23日  | 中金町           |
| 保久城主山下家墓所                                                     | 市指定文化財     | 史跡             | 個人             | 1970年（昭和45年）12月1日  | 保久町           |
| 保久八幡宮舞台                                                         | 市指定文化財     | 有形民俗         | 保久八幡宮       | 2005年（平成17年）9月16日  | 保久町           |
| 鰐口                                                                   | 市指定文化財     | 工芸品           | 高之御前神社     | 1970年（昭和45年）1月10日  | 大代町           |
| 雨山砦跡及び雨山合戦地                                                 | 市指定文化財     | 史跡             | 個人             | 1992年（平成4年）6月15日   | 雨山町           |
| とよとみ梨                                                             | 市指定天然記念物 | 市指定天然記念物 | 個人             | 1971年（昭和46年）5月20日  | 鳥川町           |
| ゲンジボタル                                                           | 市指定天然記念物 | 市指定天然記念物 | 乙川・男川等     | 1983年（昭和58年）7月14日  | 額田地区         |

### イベント・祭り
- 須賀神社大祭 - 4月
- 八剱神社春の大祭 - 4月
- 鳥川ホタルまつり - 6月[42]
- 夏山八幡宮火祭り - 10月
- 石座神社例大祭 - 10月
- 日吉神社秋の例大祭 - 10月
- くらがりサウンドフェス - 2016年は9月開催[43]